# Белгард сир Валсерин
Белгард сир Валсерин (фр. Bellegarde-sur-Valserine) је насељено место у Француској у региону Рона-Алпи, у департману Ен (Рона-Алпи).
По подацима из 2011. године у општини је живело 11.630 становника, а густина насељености је износила 762,62 становника/km².

## Демографија
| 1962. | 1968. | 1975.  | 1982.  | 1990.  | 2011.  |
| ----- | ----- | ------ | ------ | ------ | ------ |
| 6.588 | 9.249 | 11.593 | 11.097 | 11.153 | 11.630 |